# Corridoio Calgary-Edmonton
Il Corridoio Calgary-Edmonton è una regione geografica del Canada situata nella provincia dell'Alberta. Corre da Nord a Sud per una lunghezza di 400 km collegando lungo un importante asse viario le due aree metropolitane di Calgary ed Edmonton, attraversando importanti cittadine quali Airdrie, Red Deer, Wetaskiwin e Leduc. È costituita dalle Divisioni No. 6, 8 e 11.
È una delle quattro aree urbane più densamente popolate che sommate rappresentano oltre il 50% della popolazione totale del Canada. Secondo il censimento canadese del 2016 vivono lungo il corridoio 3.074.223 persone, il 75,6% dell'Alberta, nonostante l'area rappresenti solo il 6% della provincia canadese.